# 비온
스미르나의 비온(그리스어: Βίων ο Σμυρναίος)은 그리스의 목가 시인이다.
비온은 스미르나 출신으로, 기원전 100년경에 활동하였다. 그의 작품 대부분은 소실되었고, 남아있는 작품으로는 열일곱 편의 단편 시(고대 명시 선집 수록으로 보전), 아도니스의 죽음과 아프로디테의 애도를 다룬 신화시 《아도니스 애도가》(중세 후기 목가시 원고로 보전)가 있다. 단편 시 중 일부는 고대 그리스 목가시의 전형을 보여주지만, 다른 작품들은 헬레니즘 시대 후반에 목가시 유형의 폭넓은 주제 해석이 지배적이었음을 증명한다. 이 작품들은 주로 사랑, 그 중에서도 동성애를 주제의 중심으로 삼고 있다. 아도니스 이외에 그의 작품에서 드러나는 다른 신화에는 히아킨토스와 키클롭스가 있다. 비온의 작품에서 종종 언급되는 《비온의 애도가》를 참고삼아 판단할 때, 그는 오르페우스에 대한 시도 썼으며, 현존하는 단편도 이것에 속해있는 것으로 보인다. 비온의 시의 그리스 원문은 일반적으로 테오크리토스의 판본에 포함되어 있다. 《아킬레우스와 데이다메이아의 결혼 축가》는 목가 원고로 보전되었고 현대 판본에서 대개 비온의 이름이 들어있지만, 그의 작품이라고 생각할 특별한 이유가 없다.